# Wat Tao Thuriang

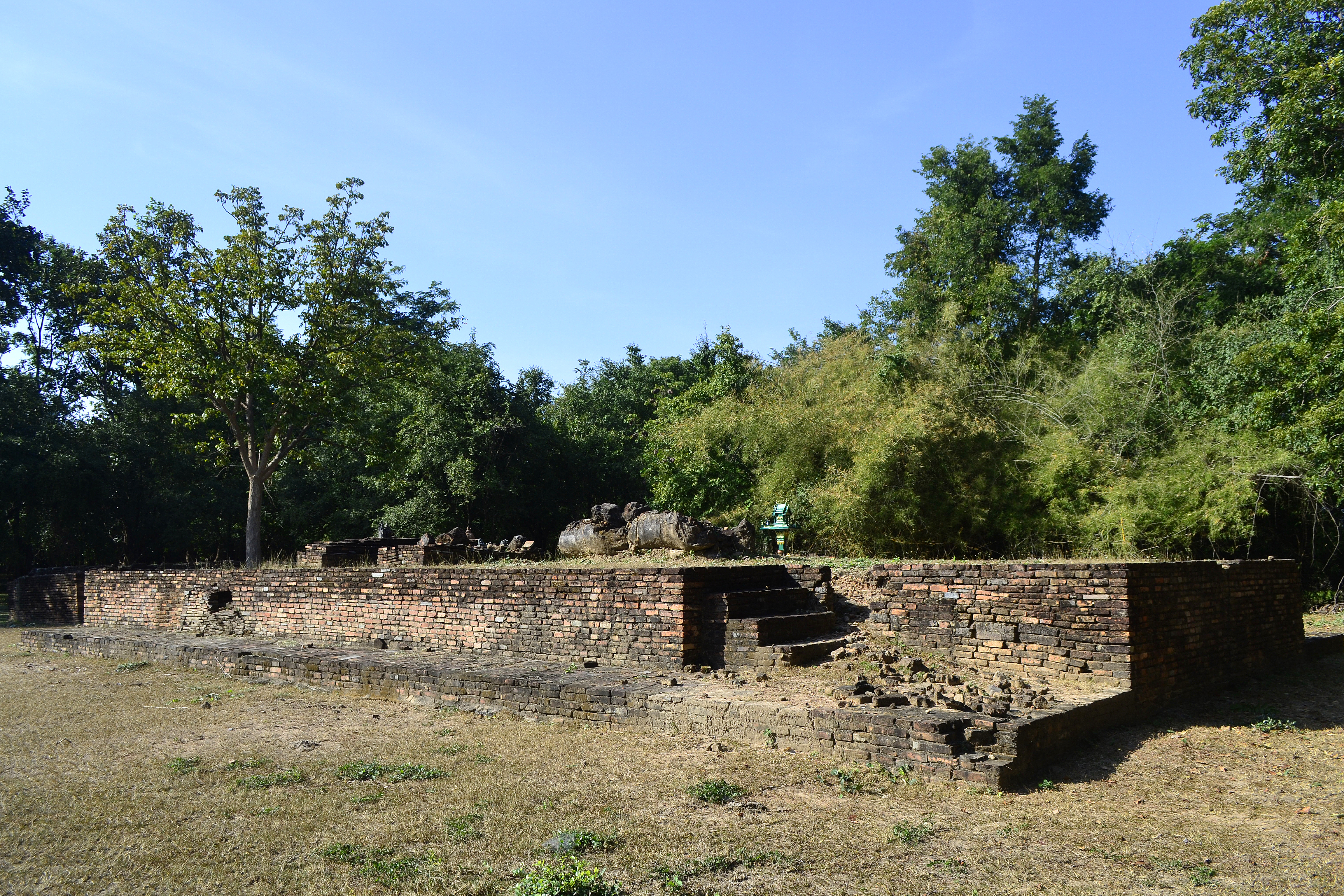
Wihan des Wat Tao Thuriang von Südosten aus
(Zustand: Dezember 2014)

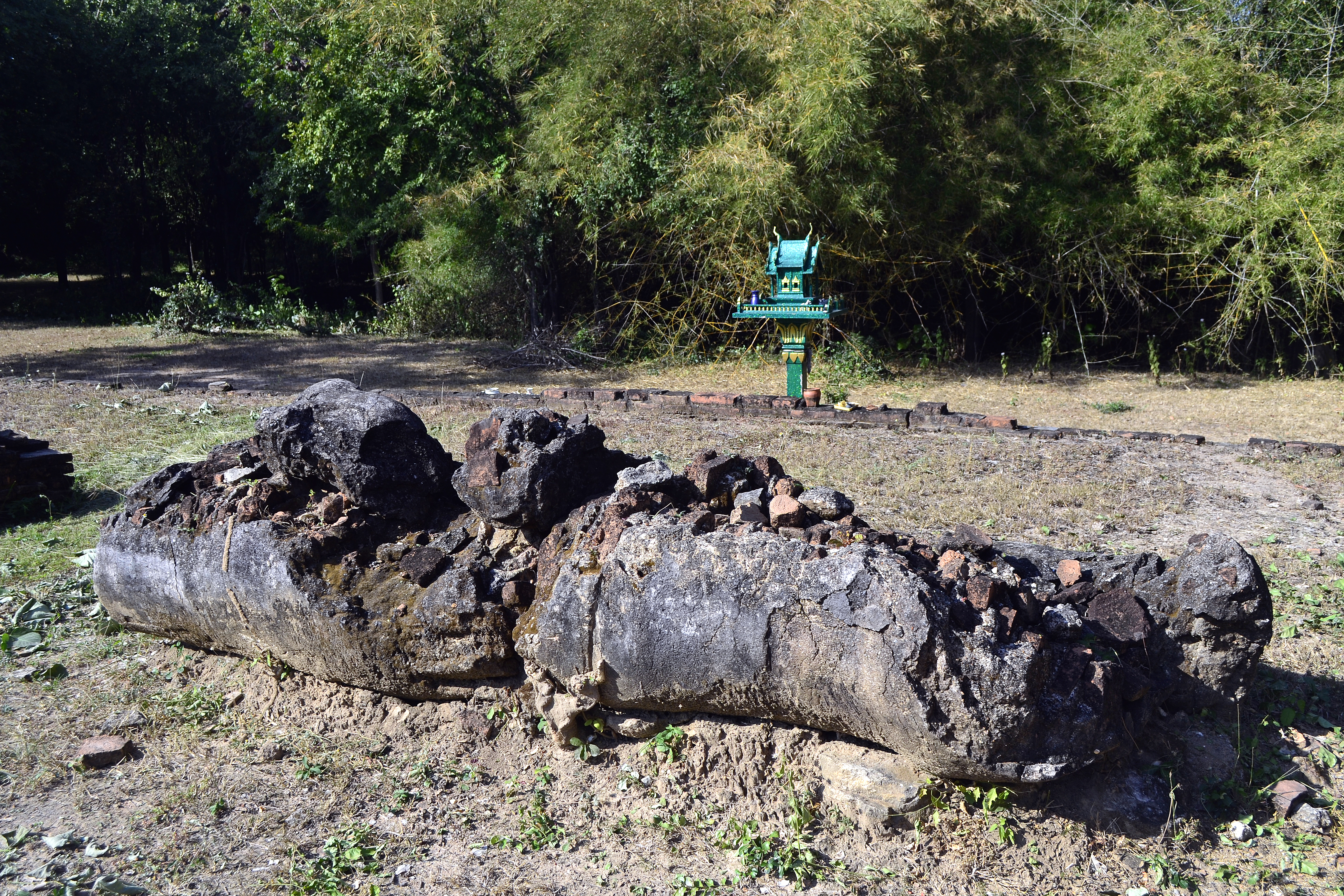
Fragmente der Buddhaskulptur

Wat Tao Thuriang (auch Wat Tao Turieng, Wat Tao Thu Riang; thailändisch วัดเตาทุเรียง, übersetzt: „Tempel der Thuriang-Brennöfen“) ist der Name der Ruine einer ehemaligen buddhistischen Tempelanlage am nördlichen Rande der historischen Altstadt Sukhothai im UNESCO-Weltkulturerbe Geschichtspark Sukhothai in Thailand.

## Lage, Befunde und Datierung
Die Ruinen des ehemaligen Wats befinden sich gut 800 Meter außerhalb der alten Stadtmauern auf der Lichtung eines buschigen Geländestreifens, unmittelbar nördlich des den Wat Phra Phai Luang umgebenden Wassergrabens. Sie liegen dort inmitten des damaligen Töpfereibezirkes Tao Thuriang.
Noch erhalten sind Fundament und Podest einer Versammlungshalle (Wihan) und der Stumpf eines unmittelbar westlich davon gelegenen Chedi. Beide wurden aus Ziegelsteinen errichtet. Von einer mit Stucco verkleideten, sitzenden Buddhaskulptur (mit der Geste der Unterwerfung des Dämonen Mara) sind nur noch die stark zerstörten, überkreuzten Beine vorhanden.
War man früher noch davon ausgegangen, dass der Wat erst angelegt worden sei, nachdem die Töpfereibetriebe ihre Produktion eingestellt hatten (zweite Hälfte des 16. Jahrhunderts) und jene also überschnitten habe, weisen die Befunde jüngerer feldarchäologischer Untersuchungen sowie die Auswertung von Funden darauf hin, dass der Bau wohl schon erfolgte, als die Öfen noch in Betrieb waren (ab Ende des 13. Jahrhunderts).